# Rhynchogyna
Rhynchogyna es un género de orquídeas epifitas originarias de Indochina a la Península Malaya. Comprende 3 especies descritas y  aceptadas.

## Taxonomía
El género fue descrito por Seidenf. & Leslie A. Garay y publicado en Botanisk Tidsskrift 68: 88. 1973.

## Especies aceptadas
A continuación se brinda un listado de las especies del género Rhynchogyna aceptadas hasta marzo de 2013, ordenadas alfabéticamente. Para cada una se indica el nombre binomial seguido del autor, abreviado según las convenciones y usos.
- Rhynchogyna fallax (Guillaumin) Seidenf.
- Rhynchogyna luisifolia (Ridl.) Seidenf. & Garay
- Rhynchogyna saccata Seidenf. & Garay